# Un monstruo en mi puerta
Un monstruo en mi puerta (en hangul 도희야; RR: Dohui-ya; título internacional: A Girl at My Door)  es una película surcoreana de 2014 dirigida por July Jung (también conocida como Jung Joo-ri) y protagonizada por Bae Doona como una mujer policía que acoge a una niña maltratada interpretada por Kim Sae-ron . La película se proyectó en la sección Un Certain Regard del Festival de Cine de Cannes 2014 .
Debido a la inclusión de la película de una relación lesbiana, y las controversias relacionadas con los derechos LGTB en Corea del Sur, así como la relación ambigua inicial de los dos personajes principales, la película tuvo que ser financiada en gran parte por el Korean Film Council. Por ello el presupuesto estuvo limitado a 300 000 dólares estadounidenses; Bae y Kim renunciaron a ser retribuidas por su trabajo.

## Argumento
Debido a un escándalo personal, la oficial de policía Lee Young-nam es transferida de Seúl para ser jefa del puesto de policía en un tranquilo pueblo en Yeosu. Young-nam mantiene un perfil bajo y tolera los excesos de borrachera de los lugareños, pero ella misma bebe abundantemente en casa, trasvasando botellas de soju en botellas de agua mineral.
Young-nam conoce a Sun Do-hee, una tímida y retraída niña de 14 años cubierta de cortes y magulladuras. Do-hee es intimidada por sus compañeros de clase y golpeada tanto por su padrastro borracho Yong-ha como por su abuela; su madre biológica la abandonó. Los lugareños guardan silencio sobre las injusticias de Yong-ha, ya que él es el principal empleador de la ciudad, un criador de ostras.
Un día el cuerpo de la madre de Yong-ha se encuentra flotando en el agua, y se dictamina una muerte accidental causada por conducir ebria; Yong-ha sigue maltratando a Do-hee. Preocupada por la seguridad de esta, Young-nam se ofrece a dejarla quedarse con ella durante las vacaciones de verano, a pesar de la suspicacia de los lugareños. Por primera vez, Do-hee tiene a alguien que no la golpea y que la llama por su nombre en lugar de insultarla. Do-hee se baña con Young-nam y la imita, vistiendo su uniforme y cortándose el pelo con el mismo estilo.
La exnovia de Young-nam logra encontrarla en Yeosu, y le pide reanudar la relación y que se mude a Australia con ella. Discuten y se besan, y Yong-ha los ve. Cuando Young-nam descubre que emplea a inmigrantes ilegales mal pagados, Yong-ha la denuncia a la policía por abusos sexuales contra Do-hee, lo que lleva a Young-nam a ser detenida. Durante el interrogatorio afirma que no tuvo contacto indebido con Do-hee y que acoger a una niña maltratada era su deber; el investigador responde que este fue un comportamiento inapropiado para una mujer homosexual. Do-hee le dice al investigador que Young-nam abusó sexualmente de ella, y esta queda encarcelada. Do-hee es devuelta al cuidado de su padre y se le da un número para llamar si su padre la golpea de nuevo.
En la casa de su familia, Do-hee se desnuda, marca el número y oculta el teléfono, luego acaricia a su padre dormido tras una borrachera. Se despierta y comienza a gritarle. Ella llora y simula ser violada. La policía, que oía la llamada telefónica, irrumpe en la casa y arresta al padre. Do-hee les dice a los investigadores que su padre la obligó a mentir sobre los abusos de Young-nam. Young-nam es liberada y recibe una disculpa. Visita a Do-hee y le pregunta si hizo que lo que le pasó a su padre y su abuela sucediera a propósito, luego se va. Mientras la llevan fuera de la ciudad, le dice al oficial que detenga el automóvil. Encuentra a Do-hee y le ofrece irse con ella.

## Reparto
- Bae Doona como Lee Young-nam, jefa de la subestación de policía.[11]
- Kim Sae-ron como Sun Do-hee, la hija adoptiva de Yong-ha.
- Song Sae-byeok como Park Yong-ha.
- Kim Jin-gu como Park Jum-soon, madre de Yong-ha.
- Son Jong-hak como el Capitán Eom.
- Na Jong-min como el oficial Kim.
- Gong Myung como el oficial de policía Kwon Son-oh.
- Jang Hee-jin como Eun-jung, exnovia de Young-nam.
- Kim Min-jae como Jun-ho, colega principal de Young-nam.
- Park Jin-woo como detective jefe.
- Moon Sung-keun como Nam Gyeong-dae, superintendente de policía en Seúl.
- Lee Jung-eun como una vecina del pueblo.
- Kim Jong-gu como Boss Choi.
- Arvind Alok como Bakeem, trabajador extranjero.
- Robin Shiek como Salam, trabajador extranjero.
- Pokhrel Barun como Hoang, trabajador extranjero.
- Lee Hyeon-jeong como la casera de Young-nam.

## Recepción
En la proyección oficial de la película en Cannes en el Teatro Debussy, el público la ovacionó en pie durante tres minutos, y recibió críticas en su mayoría positivas de los medios.
Screen Daily lo calificó como «un drama decididamente de izquierda y refrescante [...] fuera de serie, una hábil historia intrigante sobre el alcoholismo y el abuso que comienza como un drama doméstico aparentemente familiar antes de convertirse en algo más desconcertante y vagamente perturbador. Está impulsado por un reparto fuerte y aprovecha al máximo su ubicación rural que debería ser idílica, pero de hecho su belleza superficial cubre a una serie de personas bastante disfuncionales. La película cobra alma y corazón gracias a una actuación magnética de la excelente Doona Bae».
Variety escribió que el «drama desgarrador» es una «exposición en capas de la violencia y la intolerancia en la sociedad coreana provincial» impulsada por las actuaciones «fascinantes» de Bae Doona y Kim Sae-ron. Describió la interpretación de Bae como «imponente y frágil», mientras que «Kim es electrizante». Twitch Film lo elogió como «el cine coreano en su máxima expresión», «apasionante de principio a [...] fin con su gran cantidad de drama, pero a diferencia de la mayoría de sus compatriotas coreanos, nunca se exagera y trata a su audiencia con respeto» y «tan bien trabajado que uno no puede evitar dejarse llevar por su arte, que sin esfuerzo nos sumerge en una ensoñación intelectual».
The Korea Herald escribió que «combina hábilmente misterio y suspenso», «hace un trabajo impresionante al abordar los problemas sociales coreanos modernos, incluido el alcoholismo, la homosexualidad, la política de pueblos pequeños, la migración y el trabajo», y elogió «a los tres actores principales, especialmente a Bae», quienes «ofrecen actuaciones memorables como almas atribuladas, solitarias y en búsqueda».
The Hollywood Reporter hizo una evaluación menos positiva: «Si bien los esfuerzos de Jung por evitar el sensacionalismo y emplear múltiples hilos son muy admirables, el resultado es una pieza de modales apacibles que no presenta una exposición suficientemente sustancial de su plétora de personajes y el problema que enfrentan. Todo esto conduce a Bae dando una actuación interiorizada peligrosamente cercana al vacío; afortunadamente, Kim está presente con un giro que convenientemente trae a la pantalla el estado psicótico de su maltrecho personaje».
Jesús Jiménez (RTVE) la considera como «una película en la que nada es lo que parece, y que a pesar de su sutileza y su ritmo, aparentemente pausado, no deja de sorprendernos a cada momento, sobre todo gracias a las fantásticas interpretaciones de sus dos protagonistas que lo dicen todo con una mirada y, a la vez, son capaces de ocultar sus sentimientos más profundos, de mantener la ambigüedad y el misterio que requieren sus personajes».

## Premios y nominaciones
| Año  | Premio                                         | Categoría                          | Candidato         | Resultado | Ref.          |
| ---- | ---------------------------------------------- | ---------------------------------- | ----------------- | --------- | ------------- |
| 2014 | 30th Golden Rooster and Hundred Flowers Awards | Mejor actriz (película extranjera) | Bae Doona         | Ganadora  | [ 20 ] [ 21 ] |
| 2014 | 23rd Buil Film Awards                          | Mejor actriz                       | Bae Doona         | Nominada  | [ 22 ]        |
| 2014 | 23rd Buil Film Awards                          | Mejor actor de reparto             | Song Sae-byeok    | Nominado  |               |
| 2014 | 23rd Buil Film Awards                          | Mejor actriz de reparto            | Kim Sae-ron       | Nominada  |               |
| 2014 | 23rd Buil Film Awards                          | Mejor director novel               | July Jung         | Ganadora  |               |
| 2014 | 25th Stockholm International Film Festival     | Mejor primera película             | A Girl at My Door | Ganadora  | [ 23 ]        |
| 2014 | 51st Grand Bell Awards                         | Mejor director novel               | July Jung         | Nominada  |               |
| 2014 | 51st Grand Bell Awards                         | Mejor actriz revelación            | Kim Sae-ron       | Nominada  |               |
| 2014 | 15th Women in Film Korea Awards                | Mejor director/guionista           | July Jung         | Ganadora  |               |
| 2014 | 35th Blue Dragon Film Awards                   | Mejor actriz revelación            | Kim Sae-ron       | Ganadora  | [ 24 ]        |
| 2015 | 20th Chunsa Film Art Awards                    | Mejor actriz                       | Bae Doona         | Ganadora  |               |
| 2015 | 20th Chunsa Film Art Awards                    | Mejor director novel               | July Jung         | Nominada  |               |
| 2015 | 9th Asian Film Awards                          | Mejor actriz                       | Bae Doona         | Ganadora  | [ 25 ] [ 26 ] |
| 2015 | 2nd Wildflower Film Awards                     | Mejor director (Cine narrativo)    | July Jung         | Nominada  | [ 27 ] [ 28 ] |
| 2015 | 2nd Wildflower Film Awards                     | Mejor actor                        | Song Sae-byeok    | Nominado  | [ 29 ]        |
| 2015 | 2nd Wildflower Film Awards                     | Mejor actriz                       | Bae Doona         | Nominada  | [ 29 ]        |
| 2015 | 2nd Wildflower Film Awards                     | Mejor actriz                       | Kim Sae-ron       | Nominada  | [ 29 ]        |
| 2015 | 2nd Wildflower Film Awards                     | Mejor guion                        | July Jung         | Ganadora  | [ 29 ]        |
| 2015 | 2nd Wildflower Film Awards                     | Mejor fotografía                   | Kim Hyun-seok     | Nominado  | [ 29 ]        |
| 2015 | 2nd Wildflower Film Awards                     | Mejor director novel               | July Jung         | Nominada  | [ 29 ]        |
| 2015 | 51st Baeksang Arts Awards                      | Mejor película                     | A Girl at My Door | Nominada  | [ 30 ] [ 31 ] |
| 2015 | 51st Baeksang Arts Awards                      | Mejor actriz                       | Bae Doona         | Nominada  |               |
| 2015 | 51st Baeksang Arts Awards                      | Mejor actriz                       | Kim Sae-ron       | Nominada  |               |
| 2015 | 51st Baeksang Arts Awards                      | Mejor actor de reparto             | Song Sae-byeok    | Nominado  |               |
| 2015 | 51st Baeksang Arts Awards                      | Mejor director novel               | July Jung         | Ganadora  |               |